# Australische Cricket-Nationalmannschaft in Bangladesch in der Saison 2017
Die Tour der australischen Cricket-Nationalmannschaft nach Bangladesch in der Saison 2017 fand vom 28. August bis zum 6. September 2017 statt. Die internationale Cricket-Tour war Bestandteil der Internationalen Cricket-Saison 2017 und umfasste zwei Test. Die Serie endete 1–1 unentschieden.

## Vorgeschichte
Beide Mannschaften spielten zuvor bei der ICC Champions Trophy 2017, wobei Australien in der Vorrunde und Bangladesch im Halbfinale scheiterten. Das letzte Aufeinandertreffen der beiden Mannschaften bei einer Tour fand in der Saison 2011 in Bangladesch statt. Ursprünglich war geplant, dass Australien eine Tour in Bangladesch in der Saison 2015/16 abhalten sollte, was jedoch aus Sicherheitsbedenken von Australien abgelehnt wurde. Vor der Austragung der Tour kam es zu einem lang anhaltenden Streit zwischen den australischen Spielern und dem Verband über deren Bezahlung. Bei dem Streit geht es um einen neuen Vertrag nach dem der alte zum 1. Juli ausgelaufen war und es lange zu keiner Einigung über die Gewinnbeteiligung der Spieler an den Touren gegeben hatte. Am 3. August 2017 wurde bekannt, dass Spielergewerkschaft und Verband sich in den Grundzügen über neue Vertragsmodalitäten geeignigt haben und die Tour stattfinden können wird.

## Stadien
Die folgenden Stadien wurden für die Tour als Austragungsort vorgesehen.
| Stadion                                | Stadt      | Kapazität | Spiele  |
| -------------------------------------- | ---------- | --------- | ------- |
| Zahur Ahmed Chowdhury Stadium          | Chittagong | 22.000    | 2. Test |
| Sher-e-Bangla National Cricket Stadium | Dhaka      | 26.000    | 1. Test |

## Kaderlisten
Die Kader werden kurz vor Beginn der Tour bekanntgegeben.
| Test | Test |
| Bangladesch | Australien |
| --- | --- |
| - Mushfiqur Rahim (K, wk) - Taskin Ahmed - Litton Das - Mominul Haque - Mehedi Hasan Miraz - Shakib Al Hasan - Mosaddek Hossain Saikat - Nasir Hossain - Tamim Iqbal - Shafiul Islam - Taijul Islam - Imrul Kayes - Mustafizur Rahman - Sabbir Rahman - Soumya Sarkar | - Steve Smith (K) - David Warner (VK) - Ashton Agar - Jackson Bird - Hilton Cartwright - Pat Cummins - Peter Handscomb - Matthew Wade (wk) - Josh Hazlewood - Usman Khawaja - Nathan Lyon - Glenn Maxwell - Steve O’Keefe - James Pattinson - Matt Renshaw - Mitchell Swepson |

## Tour Match
| 22. – 23. August Scorecard | Fatullah | BCB XI         | – | Australians |
|                            |          | Spiel abgesagt |   |             |

## Tests

### Erster Test in Dhaka
| 27. – 30. August Scorecard | Dhaka | Bangladesch 260 (78.5) & 221 (79.3) | – | Australien 217 (74.5) & 244 (70.5) |
|                            |       | Bangladesch gewinnt mit 20 Runs     |   |                                    |

### Zweiter Test in Chittagong
| 4. – 8. September Scorecard | Chittagong | Bangladesch 305 (113.2) & 157 (71.2) | – | Australien 377 (119.5) & 87-3 (15.3) |
|                             |            | Australien gewinnt mit 7 Wickets     |   |                                      |